# ウスチエ公国
ウスチエ公国（ロシア語: Устивское княжество）は、14世紀にウスチエ（現カルーガ州ドゥミニチ地区ウストィ）を首都として成立した、オカ川上流公国群のうちの一つである。

## 歴史
ウスチエ公として最初に言及されるのは、グルホフ公セミョーン(ru)の子フセヴォロドである。次いでミハイルに統治された。しかしミハイルの死後、ウスチエ公の権限はグルホフ公・ノヴォシリ公に吸収されて消滅した。
ウスチエ公の世襲地（ヴォチナ(ru)）は、1370年代にリトアニア大公国の管制下におかれ、15世紀のはじまる前後にはメゼツク公国(ru)領に含まれた。